# Karl Fischl
Ne doit pas être confondu avec Karl Fischer.
Karl Fischl est un architecte austro-hongrois puis autrichien qui  appartenait au courant du Jugendstil.

## Biographie

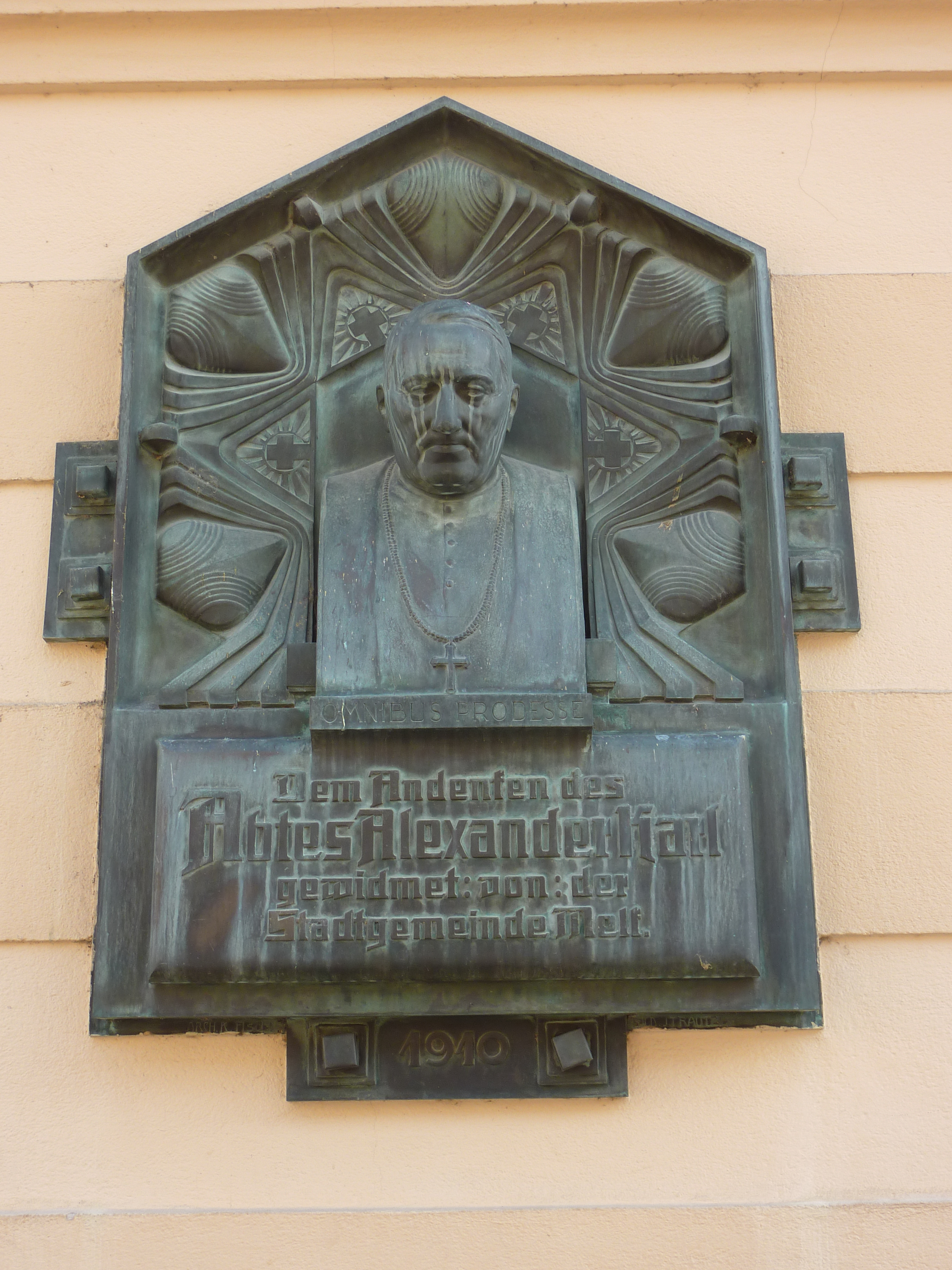
Plaque commémorative d'Alexander Karl, hôtel de ville de Melk

Karl Fischl est né en 1871 à Birkfeld, en Styrie, d'un père chapelier.
Après avoir fréquenté l'Ortweinschule à Graz, il entra en 1891 à l'Académie des beaux-arts de Vienne dans la classe de Karl von Hasenauer, et il en ressortit en 1894. Par contre, il ne semble pas qu'il ait reçu l'enseignement d'Otto Wagner
Il reçut sa première commande en 1898 pour le Jubiläumsausstellung 1898 (de), qui fut réalisée dans la Rotunde (Wien) (de) du Prater de Vienne, et qui suscita l'admiration de Ludwig Hevesi (de).
Fischl a réalisé un certain nombre d'immeubles résidentiels, principalement des villas à Vienne dont il créa également la décoration intérieure. Avec le sculpteur Julius Trautzl (de), il participa à des concours, et ils furent parfois primés. On leur doit par exemple la plaque commémorative d'Alexander Karl (de) à l'hôtel de ville de Melk. 
Comme pour beaucoup de ses collègues, le déclenchement de la Première Guerre mondiale a également signifié une pause dans la carrière de Fischl, qui avait commencé commencé avec succès. De l'entre-deux-guerres, une seule de ses réalisations est documentée, celle de la Triester Straße (de) (quartier de Favoriten), aux numéros 75 et 77.
Gravement malade, il est mort dans un centre de soin de l'ordre hospitalier de Saint-Jean-de-Dieu à Kainbach bei Graz.

## Galerie

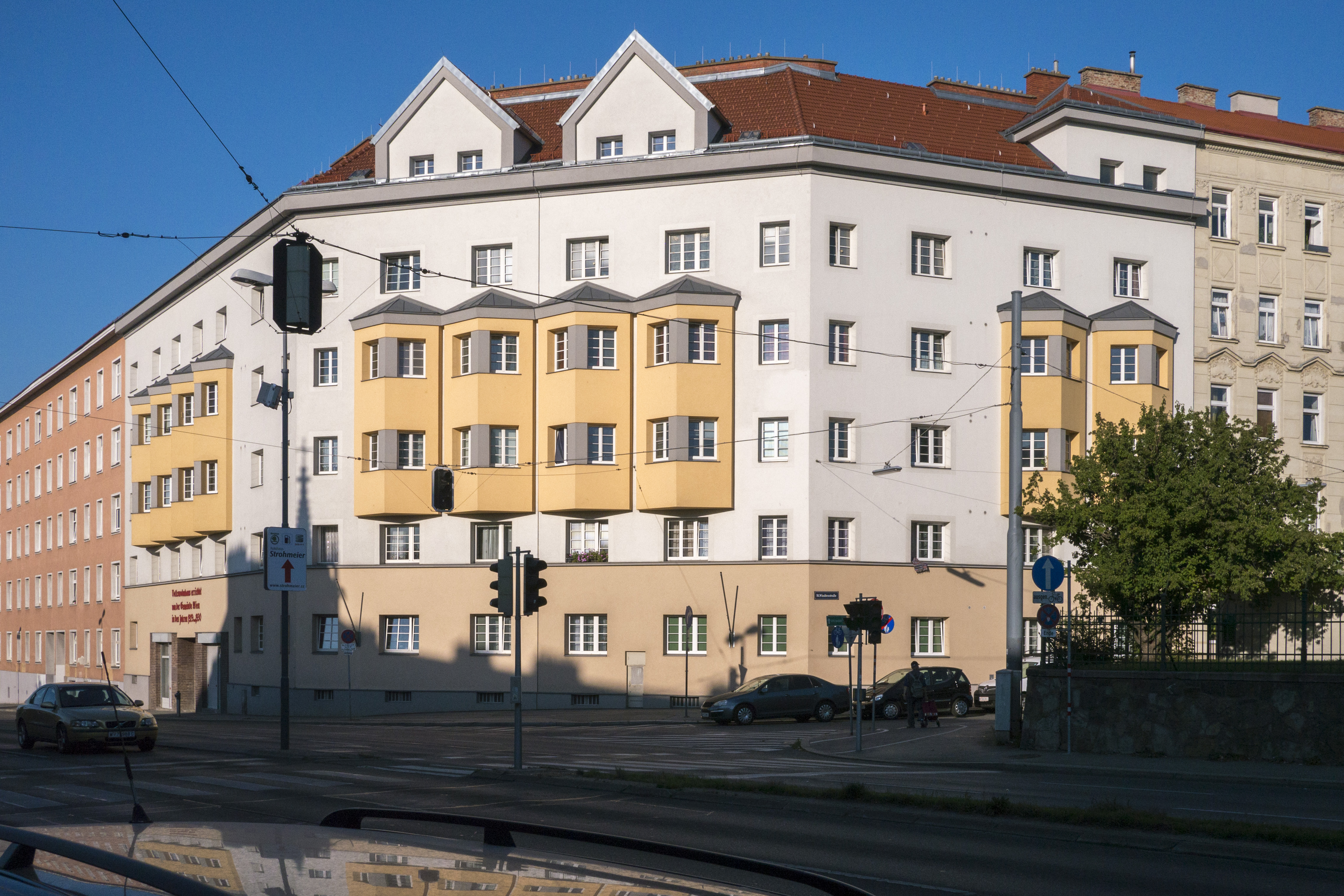
Immeuble dans la Triester Straße
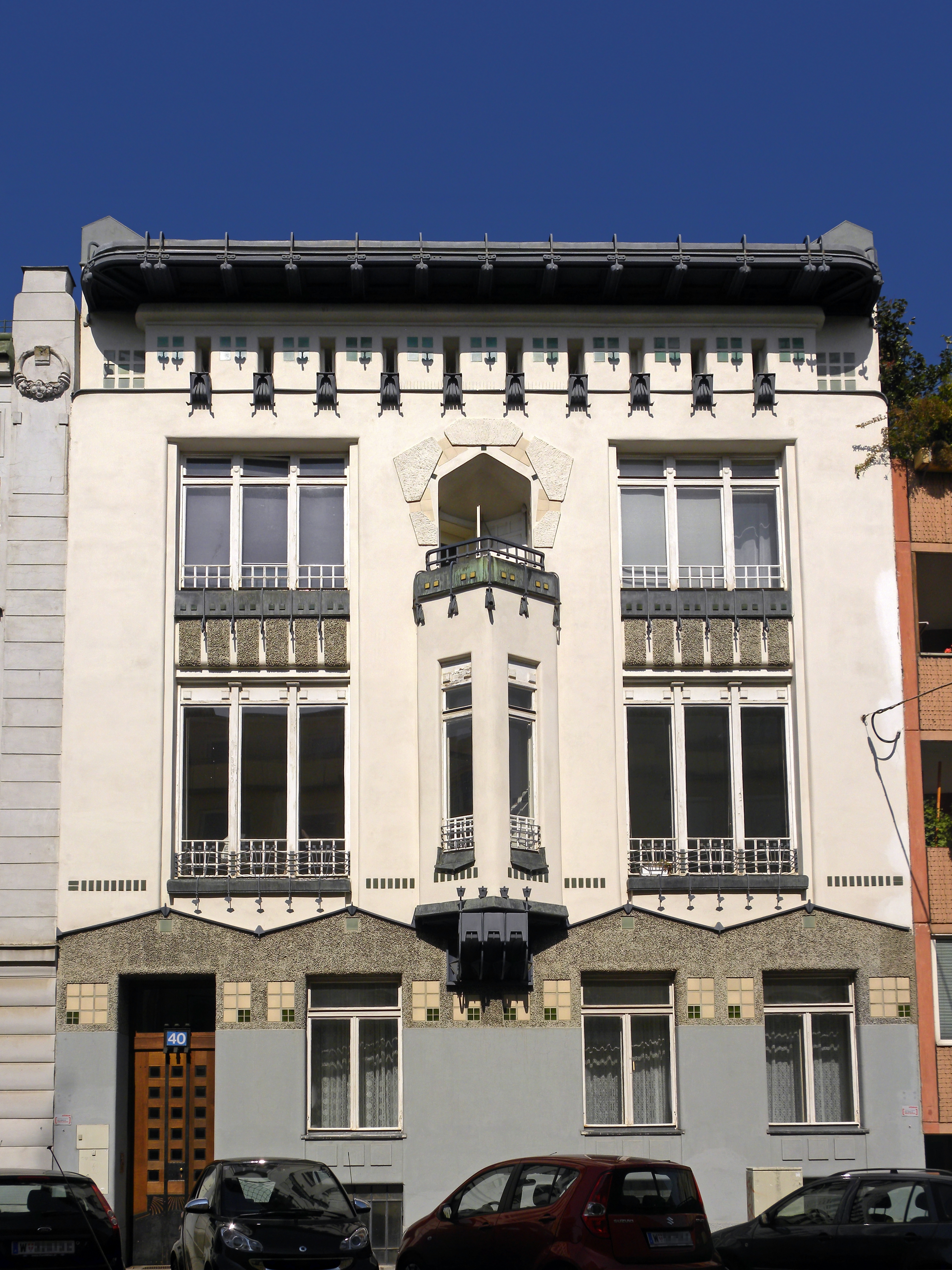
Villa de la Penzinger Straße
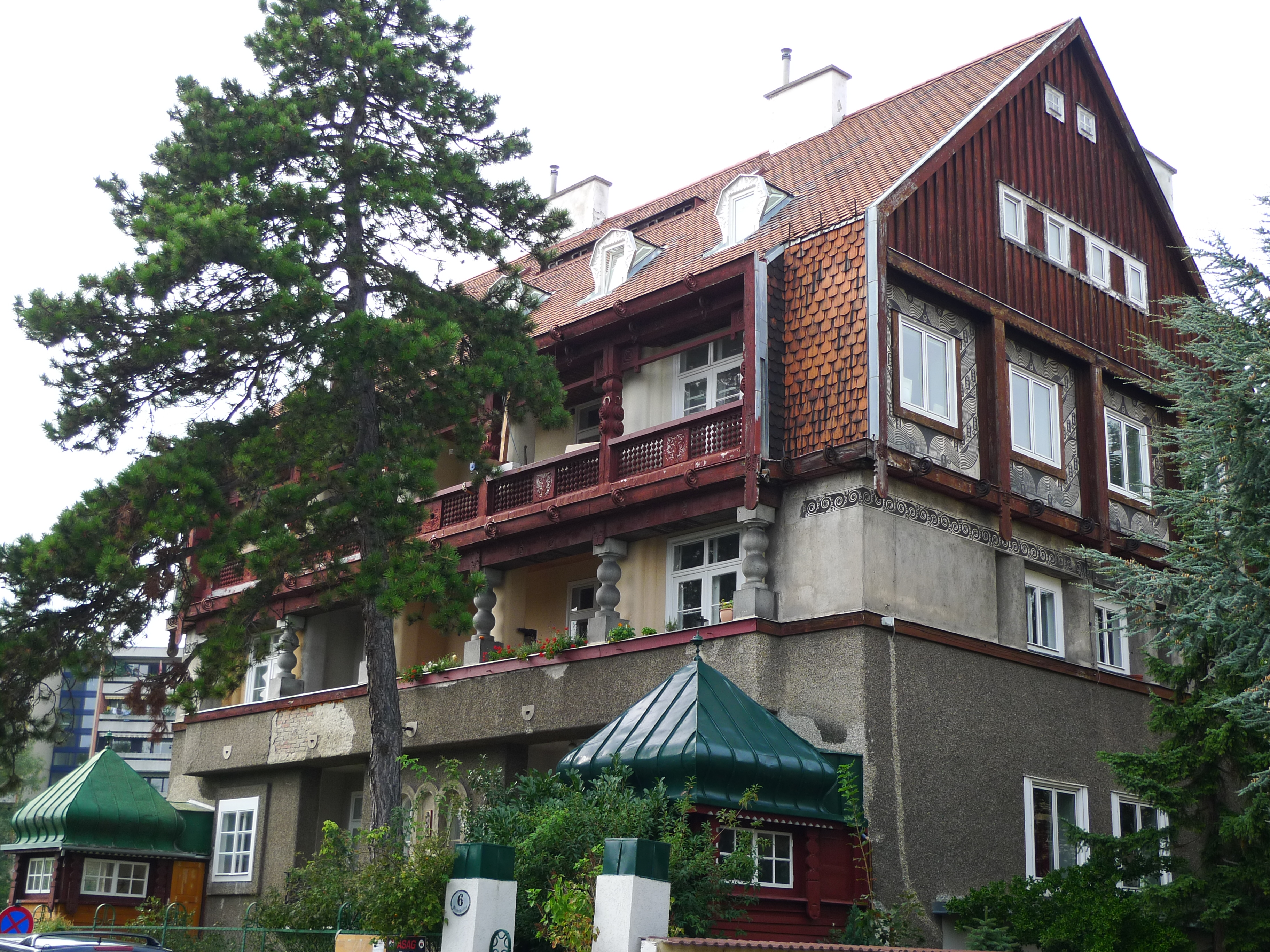
Winkelbreiten
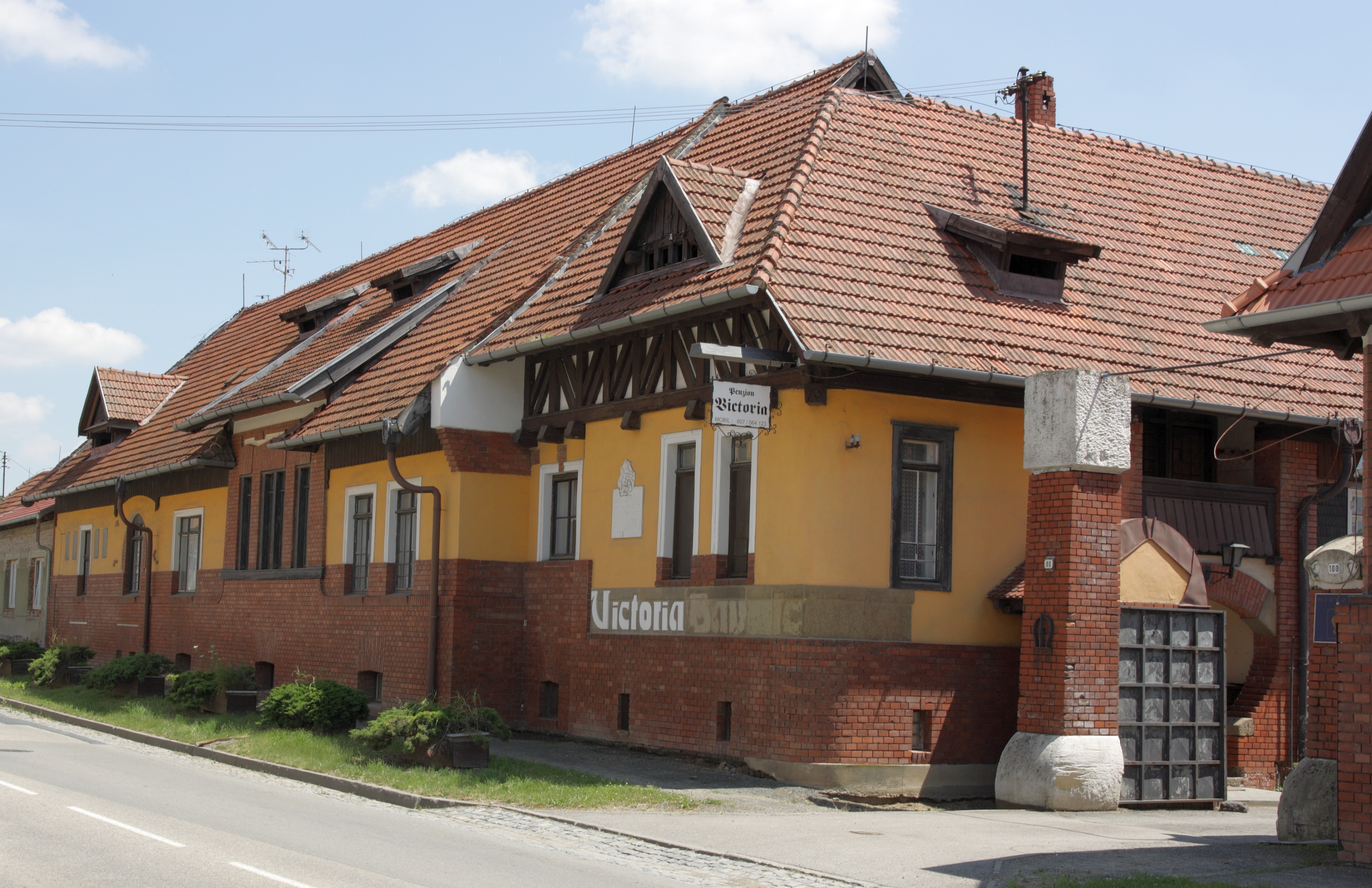
Penzion Victoria

## Principales réalisations

### Architecture
- 1901 : maison d'habitation dans la Penzingerstraße (n°40), quartier de Penzing
- 1902 : Villa Victoria  Želešice [2]
- 1903 : Villa Huber à Markt Piesting
- 1907 : Villa Wollek, Vienne, détruite en 1985
- 1909 : Villa Hanni, Vienne
- 1910 : Villa Wachtel, Vienne[3]

### Décoration d'intérieur
- 1898 : pavillon dans le Prater de Vienne pour le  Jubiläumsausstellung 1898 (de)
- 1900 : décoration d'une salle de bal avec Jože Plečnik et Max Fabiani